# Жуковский, Владимир Евгеньевич
Владимир Евгеньевич Жуковский (род. 22 мая 1948) — советский футболист, полузащитник. Советский и узбекистанский тренер.

## Биография
Всю игровую карьеру провёл в команде второй советской лиги «Автомобилист» Термез (1970—1979, в 1974 году назывался «Спартак»). С 1982 года — старший тренер этой команды, с 1984 года ставшей называться «Сурхан». Главный тренер других команд второй лиги — «Шахтёр» Ангрен (1987), «Янгиер» (1988), «Свердловец» / «Свердловчи» Ташкентская область (1990—1991). Тренер (март — октябрь 1992) и главный тренер (октябрь 1992 — июль 1993) команды чемпионата Узбекистана «Навруз» Андижан. Тренер «Динамо» Самарканд (1995). Главный тренер АСК Сурхан (май — сентябрь 1996).